# Gary O'Neil
Gary Paul O'Neil (Bromley, 18 maggio 1983) è un allenatore di calcio ed ex calciatore inglese, di ruolo centrocampista.

## Biografia
O'Neil è sposato dal 2006 con Donna Guerin. Dal 2007 è padre di una bambina chiamata Summer-Mae.

## Carriera

### Giocatore

#### Club

##### Portsmouth e prestiti
Iniziò la carriera nel Portsmouth, giocandovi dal 2000 al 2007, con due brevi parentesi in prestito al Walsall e al Cardiff City.

##### Middlesbrough
Il 31 agosto 2007 passò al Middlesbrough per circa 5 milioni di sterline. Il 29 ottobre 2008 O'Neil segnò il suo primo gol con il Middlesbrough nella partita vinta per 2-0 contro il Manchester City. L'anno successivo divenne la prima scelta di Southgate come centrocampista centrale, mentre Julio Arca rimase in panchina per le prime partite della stagione. Poco tempo dopo fu comunicato che O'Neil avrebbe dovuto sottoporsi ad un intervento per un'ernia. Nella prima partita dopo il rientro, giocata il 12 settembre contro l'Ipswich Town, segnò un gol e contribuì al 3-1 in favore del Middlesbrough. Solo tre giorni dopo, il 15 settembre, subì un serio infortunio alla testa durante la partita disputata contro lo Sheffield Wednesday, a causa del quale rimase fuori dal campo per l'applicazione dei punti di sutura. Rientrato in campo, contribuì al 3-1 finale.
Restò al Middlesbrough fino a gennaio 2011, collezionando 120 presenze in tutte le competizioni.

##### West Ham United
Il 25 gennaio 2011 firmò un contratto di due stagioni e mezza con il West Ham Utd per una cifra non rivelata. Debuttò ufficialmente durante un incontro di Football League Cup, la semifinale giocata contro il Birmingham City, entrando all'83º minuto in sostituzione di Luís Boa Morte. Il debutto in Premier League arrivò il 6 febbraio 2011 nella sconfitta per 0-1 ad Upton Park contro il Birmingham City, che lo vide in campo per tutta la partita.
La stagione 2010-2011 si concluse il 16 aprile 2011, a seguito di un tackle di Nigel Reo-Coker durante la sconfitta per 1-2 ad Upton Park contro l'Aston Villa. Dopo un intervento chirurgico di due ore alla caviglia, dovette passare diversi mesi fuori campo, con la preoccupazione che la sua carriera calcistica fosse in pericolo. Si vociferò anche che O'Neil stesse prendendo in considerazione di agire in giudizio contro Reo-Coker. Alla fine della stagione 2010-2011 totalizzò 9 presenze tra tutte le competizioni.
Il 21 febbraio 2012 O'Neil segnò il suo primo gol con la maglia del West Ham in una vittoria per 4-1 in trasferta contro il Blackpool, rivelandosi un giocatore-chiave per la squadra nella parte finale della stagione. Il West Ham fu promosso in Premier League dopo aver battuto il Blackpool per 2-1 a Wembley nella finale play-off del campionato.
Il 7 giugno 2013 il West Ham confermò l'intenzione di non rinnovare il contratto.

##### QPR e Norwich
Il 7 agosto 2013 firmò per il QPR in Championship. Dopo una sola stagione, si trasferì al Norwich City, dove rimase per due campionati, uno in Championship e uno in Premier League.

##### Bristol City e Bolton
Il 9 giugno 2016 si accasò al Bristol City in Championship. Dopo due anni passò al Bolton, sempre in Championship, dove chiuse la carriera.

#### Nazionale
Nel corso della carriera collezionò presenze sia con la nazionale under-20 inglese che con quella under-21.

### Allenatore

#### Gli inizi, Bournemouth
Ha iniziato come assistente tecnico della formazione Under-23 del Liverpool nella stagione 2020-2021. L'anno successivo è diventato assistente della prima squadra del Bournemouth. Il 30 agosto 2022, dopo l'esonero di Scott Parker, viene nominato tecnico ad interim del club. A seguito dei buoni risultati ottenuti, il 27 novembre 2022 diventa allenatore a tutti gli effetti.
Il 19 giugno 2023, nonostante sia riuscito a salvare il club, conclude il proprio rapporto con le cherries.

#### Wolverhampton
Il 9 agosto 2023 viene ingaggiato dal Wolverhampton, con cui firma un contratto di tre anni, andando a sostituire Julen Lopetegui. Con i Wolves si piazza 14º in Premier League.
A seguito della sconfitta casalinga contro l'Ipswich, il 15 dicembre 2024 viene esonerato dal club con effetto immediato, lasciando il club in quel momento alla 19ª posizione in classifica.

## Statistiche

### Statistiche da allenatore
Statistiche aggiornate al 20 novembre 2024.
| Stagione             | Squadra              | Campionato           | Campionato | Campionato | Campionato | Campionato | Coppe nazionali | Coppe nazionali | Coppe nazionali | Coppe nazionali | Coppe nazionali | Coppe continentali | Coppe continentali | Coppe continentali | Coppe continentali | Coppe continentali | Altre coppe | Altre coppe | Altre coppe | Altre coppe | Altre coppe | Totale | Totale | Totale | Totale | % Vittorie | Piazzamento |
| Stagione             | Squadra              | Comp                 | G          | V          | N          | P          | Comp            | G               | V               | N               | P               | Comp               | G                  | V                  | N                  | P                  | Comp        | G           | V           | N           | P           | G      | V      | N      | P      |            | Piazzamento |
| -------------------- | -------------------- | -------------------- | ---------- | ---------- | ---------- | ---------- | --------------- | --------------- | --------------- | --------------- | --------------- | ------------------ | ------------------ | ------------------ | ------------------ | ------------------ | ----------- | ----------- | ----------- | ----------- | ----------- | ------ | ------ | ------ | ------ | ---------- | ----------- |
| 2022-2023            | Bournemouth          | PL                   | 34         | 10         | 6          | 18         | FACup+CdL       | 1+2             | 0+1             | 0               | 1+1             | -                  | -                  | -                  | -                  | -                  | -           | -           | -           | -           | -           | 37     | 11     | 6      | 20     | 29,73      | Sub. 15°    |
| 2023-2024            | Wolverhampton        | PL                   | 38         | 13         | 7          | 18         | FACup+CdL       | 5+2             | 3+1             | 1+0             | 1+1             | -                  | -                  | -                  | -                  | -                  | -           | -           | -           | -           | -           | 45     | 17     | 8      | 20     | 37,78      | 14°         |
| 2024-2025            | Wolverhampton        | PL                   | 16         | 2          | 3          | 11         | FACup+CdL       | 0+2             | 0+1             | 0               | 0+1             | -                  | -                  | -                  | -                  | -                  | -           | -           | -           | -           | -           | 18     | 3      | 3      | 12     | 16,67      | Eson        |
| Totale Wolverhampton | Totale Wolverhampton | Totale Wolverhampton | 54         | 15         | 10         | 29         |                 | 9               | 5               | 1               | 3               |                    | -                  | -                  | -                  | -                  |             | -           | -           | -           | -           | 63     | 20     | 11     | 32     | 31,75      |             |
| Totale carriera      | Totale carriera      | Totale carriera      | 88         | 25         | 16         | 47         |                 | 12              | 6               | 1               | 5               |                    | -                  | -                  | -                  | -                  |             | -           | -           | -           | -           | 100    | 31     | 17     | 52     | 31,00      |             |

## Palmarès
- Football League First Division: 1

Portsmouth: 2002-2003